# Baugy, Saône-et-Loire
Baugy är en kommun i departementet Saône-et-Loire i regionen Bourgogne-Franche-Comté i östra Frankrike. Kommunen ligger i kantonen Marcigny som tillhör arrondissementet Charolles. År 2022 hade Baugy 495 invånare.

## Befolkningsutveckling
Antalet invånare i kommunen Baugy
| Referens: INSEE |